# Provinca Brandenburg
Provinca Brandenburg (nemško Provinz Brandenburg) je bila provinca Kraljevine Prusije in Svobodne države Prusije med letoma 1815 in 1946. 